# 吕仁和
吕仁和（1934年9月—2023年4月21日），男，汉族，山西原平人，中国中医学家，北京中医药大学东直门医院主任医师、教授，第三届国医大师。